# ケビン・クーズマノフ
ケビン・クーズマノフ（Kevin Kouzmanoff, 1981年7月25日 - ）は、アメリカ合衆国・カリフォルニア州ニューポートビーチ出身の元プロ野球選手（三塁手）。右投右打。
マケドニア系アメリカ人であるが、名前の響きからかクラッシン・ロシアン（The Crushin' Russian）という愛称がある。

## 経歴

### プロ入りとインディアンズ時代
2003年にクリーブランド・インディアンスからドラフト6巡目（全体168位）指名を受け入団。
2006年9月8日にトラビス・ハフナーの代役として、インディアンスとメジャー契約を結んだ。9月2日のレンジャーズ戦に7番・指名打者として先発しメジャーデビューすると、二死満塁で迎えた第1打席に初打席初本塁打を放った。「メジャー初打席で満塁本塁打」は史上3人目だった。その後、シーズン終了まで16試合に出場し、打率.214ながら全12安打の半分近い5本が長打と、パワーを発揮した。

### パドレス時代
2006年11月8日にジョシュ・バーフィールドとのトレードで、アンドリュー・ブラウンとともにサンディエゴ・パドレスへ移籍した。この年パドレスは、防御率リーグ1位の投手陣の活躍で地区優勝しているものの打線が貧弱だったため、強打者の獲得を補強の最優先事項としていた。またこの年は三塁手を固定できず、ビニー・カスティーヤやジェフ・ブラムなど6選手を起用したが、計18失策は全ポジション中最多だった。これらの課題を解決する「強打の三塁手」としてクーズマノフに目をつけたパドレスは、150試合に出場して打率.280・13本塁打・58打点・21盗塁という成績を残したバーフィールドを交換相手にしてトレードを成立させた。チーム内からはクーズマノフをギャレット・アトキンスやジェイソン・ベイらと比する声もあがっていたが、人気選手のバーフィールドを放出したトレードはファンにとっては不評だった。
2007年3月2日にパドレスと1年契約に合意。開幕から正三塁手としてプレイしたが、4月終了時点で打率.113という極度の不振に陥る。しかし5月に月間打率.303を記録し復調すると、後半戦には打率.317を記録するなど結果を残し、ポストシーズン進出争いが激しくなっていたシーズン最後の10試合中9試合で3番打者として先発出場するなど、チームの主軸となった。

### アスレチックス時代
2010年1月16日に、マイナー選手1名とともにスコット・ヘアストン、アーロン・カニンガムとのトレードでオークランド・アスレチックスに移籍。開幕から4番で起用され、守備ではDRS13を残したが、打撃では打率.247、16本塁打、OPS.679と低迷。特に四球が少なく出塁率.283を記録した他、得点圏打率.214とチャンスでの凡退が多かった。
2011年は46試合の出場で打率.247、4本塁打、OPS.615と不振に陥り、6月10日に40人枠から外れ、AAA級サクラメント・リバーキャッツへ降格した。

### ロッキーズ時代
2011年8月23日にトレードでコロラド・ロッキーズに移籍。27試合に出場し、打率.255、3本塁打、16打点という成績だった。10月5日にFAとなった。

### ロイヤルズ傘下時代
2012年1月13日にカンザスシティ・ロイヤルズとマイナー契約を結んだ。AAA級オマハ・ストームチェイサーズで56試合に出場し、打率.262、0本塁打、31打点、1盗塁という成績だった。7月にAA級ノースウエストアーカンソー・ナチュラルズへ降格。34試合に出場し、打率.300、2本塁打、15打点、1盗塁という成績だった。11月3日にFAとなった。

### マーリンズ傘下時代
2012年11月4日にマイアミ・マーリンズとマイナー契約を結んだ。
2013年はAAA級ニューオーリンズ・ゼファーズで60試合に出場し、打率.294、6本塁打、42打点、2盗塁という成績だった。11月5日にFAとなった。

### レンジャーズ時代
2013年12月12日にテキサス・レンジャーズとマイナー契約を結んだ。
2014年は開幕をAAA級ラウンドロック・エクスプレスで迎えて4試合に出場。負傷したエイドリアン・ベルトレの代役として4月9日にレンジャーズとメジャー契約を結んだ。昇格後の1週間で打率.345、10安打、4二塁打、2本塁打、8打点と打ちまくり、アメリカンリーグの週間MVPに選ばれた。しかし最終的にはシーズン13試合の出場にとどまり、シーズン終了後の10月9日にFAとなった。

### 現役引退後
2023年にオークランド・アスレチックス傘下A級ストックトン・ポーツの打撃コーチに就任した。2024年には傘下AA級ランシング・ラグナッツの打撃コーチに昇格。2025年からは傘下AAA級ラスベガス・アビエイターズのアシスタント打撃コーチを務める。

## 詳細情報

### 年度別打撃成績
| 年 度    | 球 団    | 試 合 | 打 席 | 打 数 | 得 点 | 安 打 | 二 塁 打 | 三 塁 打 | 本 塁 打 | 塁 打 | 打 点 | 盗 塁 | 盗 塁 死 | 犠 打 | 犠 飛 | 四 球 | 敬 遠 | 死 球 | 三 振 | 併 殺 打 | 打 率 | 出 塁 率 | 長 打 率 | O P S |
| -------- | -------- | ----- | ----- | ----- | ----- | ----- | -------- | -------- | -------- | ----- | ----- | ----- | -------- | ----- | ----- | ----- | ----- | ----- | ----- | -------- | ----- | -------- | -------- | ----- |
| 2006     | CLE      | 16    | 61    | 56    | 4     | 12    | 2        | 0        | 3        | 23    | 11    | 0     | 0        | 0     | 0     | 5     | 0     | 0     | 12    | 3        | .214  | .279     | .411     | .690  |
| 2007     | SD       | 145   | 534   | 484   | 57    | 133   | 30       | 2        | 18       | 221   | 74    | 1     | 0        | 2     | 6     | 32    | 2     | 10    | 94    | 9        | .275  | .329     | .457     | .786  |
| 2008     | SD       | 154   | 668   | 624   | 71    | 162   | 31       | 4        | 23       | 270   | 84    | 0     | 0        | 0     | 6     | 23    | 3     | 15    | 139   | 14       | .260  | .299     | .433     | .732  |
| 2009     | SD       | 141   | 573   | 529   | 50    | 135   | 31       | 1        | 18       | 222   | 88    | 1     | 0        | 0     | 6     | 27    | 3     | 11    | 106   | 25       | .255  | .302     | .420     | .722  |
| 2010     | OAK      | 143   | 586   | 551   | 59    | 136   | 32       | 1        | 16       | 218   | 71    | 2     | 1        | 0     | 5     | 24    | 2     | 6     | 96    | 20       | .247  | .283     | .396     | .679  |
| 2011     | OAK      | 46    | 149   | 136   | 13    | 30    | 6        | 0        | 4        | 48    | 17    | 2     | 0        | 0     | 4     | 8     | 0     | 1     | 27    | 2        | .221  | .262     | .353     | .615  |
| 2011     | COL      | 27    | 108   | 98    | 11    | 25    | 5        | 0        | 3        | 39    | 16    | 0     | 0        | 0     | 1     | 4     | 1     | 5     | 19    | 2        | .255  | .315     | .398     | .713  |
| '11計    | COL      | 73    | 257   | 234   | 24    | 55    | 11       | 0        | 7        | 87    | 33    | 2     | 0        | 0     | 5     | 12    | 1     | 6     | 46    | 4        | .235  | .284     | .372     | .656  |
| 2014     | TEX      | 13    | 51    | 47    | 8     | 17    | 6        | 0        | 2        | 29    | 10    | 0     | 0        | 0     | 0     | 2     | 1     | 2     | 7     | 2        | .362  | .412     | .617     | 1.029 |
| MLB：7年 | MLB：7年 | 685   | 2730  | 2525  | 273   | 650   | 143      | 8        | 87       | 1070  | 371   | 6     | 1        | 2     | 28    | 125   | 12    | 50    | 500   | 77       | .257  | .302     | .424     | .726  |